# Јапански змај
Јапански змај (у Јапану најчешће називан Риу и Тасту) је веома важан део фолклора и религије Јапана. Врло је сличан кинеском змају али главна разлика је у прстима на канџама. Јапански змај има три док кинески има пет. 

## Порекло јапанских змајева
Верује се да је змај настао у Јапану и да је имао три прста али након миграције према северу стекао је још један ножни прст да би након доласка у најсеверније место имао пет. Змајеви се помињу и у древном јапанском рукопису Кођики који потиче из 620. године пре нове ере. Јамата но Ороћи је змајева змија од осам глава коју убија бог ветра и мора Сусаноо.

### Станиште
Живели су близу воде и били њени заштитници. Веровало се да контролишу кишу и падавине. Данас, у близини већине храмова у Јапану могу се наћи статуе посвећене змајевима. 

## Изглед јапанских змајева
Дуги су и налик змијама са пуно боја и четири кратке ноге. Могли су да лете иако нису имали крила. На лицу су имали дуге бркове. Према неким легендама змајеви су могли постајати људи. 

## Врсте јапанских змајева
Постоји много различитих јапанских змајева. Преко змаја Рјујин који се сматрао врховним змајем тачније змајским богом до Црног змаја који је био сушта супротност и сматрао се за најзлобнијег од свих. Јапански плави змај јесте заштитник зодијака и симболизује војску. Бели змај појављивао се на сваких десет година и претварао се у златну птицу. Симболизовао је недостатак. Тојо-Тама симболизује праву љубав и то је био змај који се венчао са човеком. 